# Hamarøy
Hamarøy è un comune norvegese della contea di Nordland.